# Grön fruktätare
Grön fruktätare (Pipreola riefferii) är en fågel i familjen kotingor inom ordningen tättingar.

## Utbredning och systematik
Grön fruktätare förekommer i Anderna och delas in i sex underarter med följande utbredning:
- riefferii-gruppen
  - Pipreola riefferii occidentalis – sydvästra Colombia och västra Ecuador
  - Pipreola riefferii riefferii – östra Colombia, nordvästra Venezuela (Táchira) och östra Ecuador
  - Pipreola riefferii melanolaema – västra Venezuela (i norr till södra Lara)
  - Pipreola riefferii confusa – östra Ecuador och Peru (norra Amazonas)
- Pipreola riefferii chachapoyas – subtropiska centrala Anderna i norra Peru (San Martín)
- Pipreola riefferii tallmanorum – centrala Peru (Huánuco)

Vissa urskiljer även underarten confusa med utbredning i östra Ecuador och norra Peru.

## Status och hot
Arten har ett stort utbredningsområde, men tros minska i antal, dock inte tillräckligt kraftigt för att den ska betraktas som hotad. Internationella naturvårdsunionen IUCN listar arten som livskraftig (LC).